# NGC 2344
NGC 2344 je galaksija u zviježđu Risu.

## Vanjske poveznice
- SEDS: NGC 2344